# Chi Nhái túi
Chi Nhái túi (danh pháp khoa học: Gastrotheca) là một chi nhái thuộc họ Hemiphractidae, sinh sống tại Trung Mỹ và Nam Mỹ. Phần lớn các loài có mặt trong khu vực sơn hệ châu Mỹ (American Cordillera), từ miền nam Costa Rica tới tây bắc Argentina. Chi này tạo thành một phần của sự đa dạng ếch nhái túi; trước đây được đặt trong tổ hợp không đơn ngành "Leptodactylidae", hay trong phân họ Hemiphractinae của họ Nhái bén nghĩa rộng (không đơn ngành).
Chúng được gọi là nhái túi là do chúng có một túi chứa nhái con trên lưng. Ở một số loài thì trứng được thụ tinh trên phần hậu của lưng nhái cái, và được nhét vào túi của nó với sự hỗ trợ của nhái đực. Những quả trứng vẫn duy trì sự tiếp xúc với mô mạch của nhái mẹ để nhận oxy. Ở các loài khác thì các quả trứng được đẻ vào ổ lá ẩm ướt và nhái bố canh giữ chúng. Khi chúng bắt đầu nở nếu như môi trường không đủ ẩm ướt để nòng nọc sống sót thì nhái bố đem càng nhiều càng tốt (nói chung không phải tất cả) nhái con vào trong hai cái túi ở phần bụng của nó. Chúng ở "bên trong" các túi này trong vài tuần cho tới khi nhái bố "đẻ" ra các con nhái con.

## Các loài
Có 70 loài được công nhận:
- Gastrotheca abdita Duellman, 1987

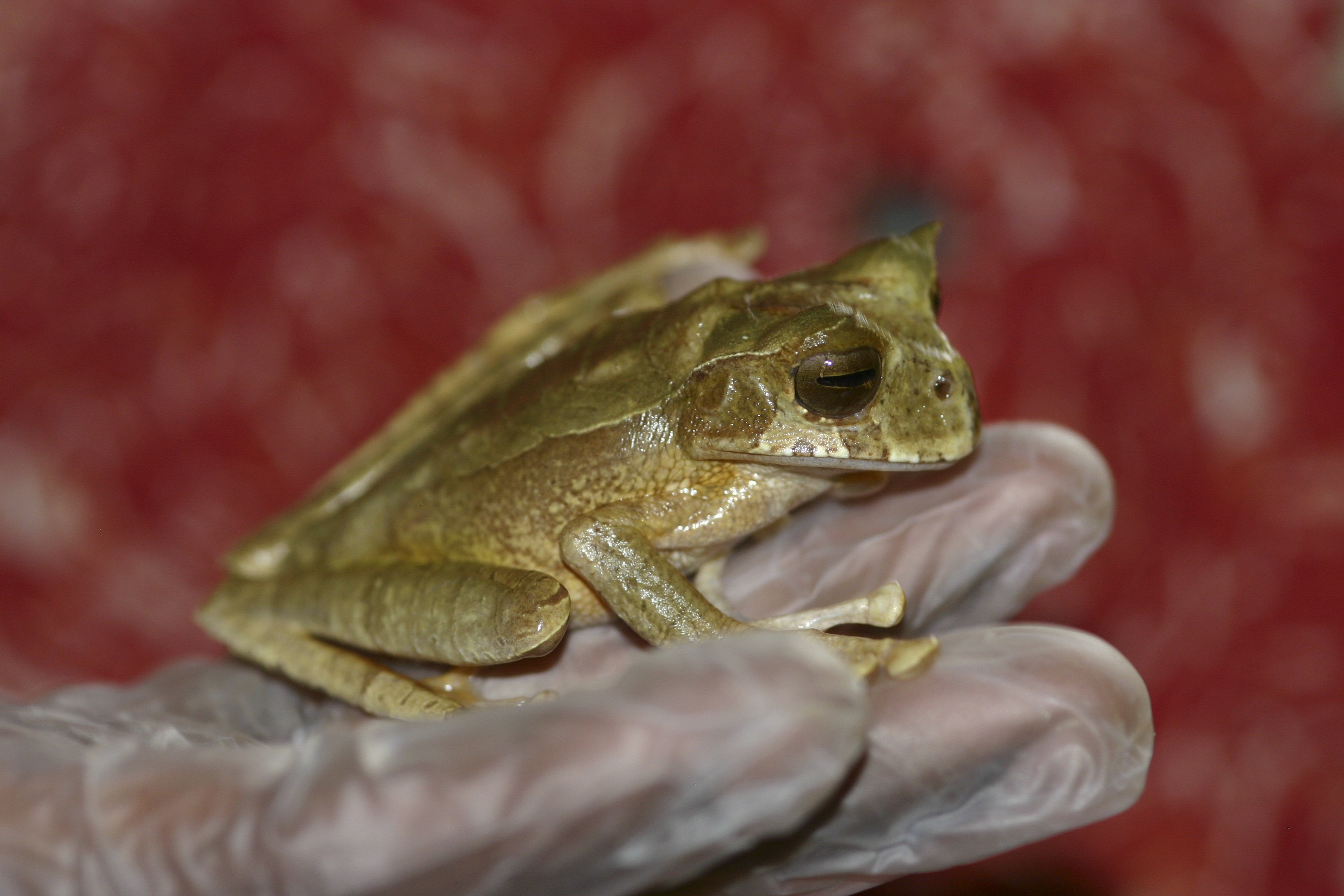
Gastrotheca cornuta

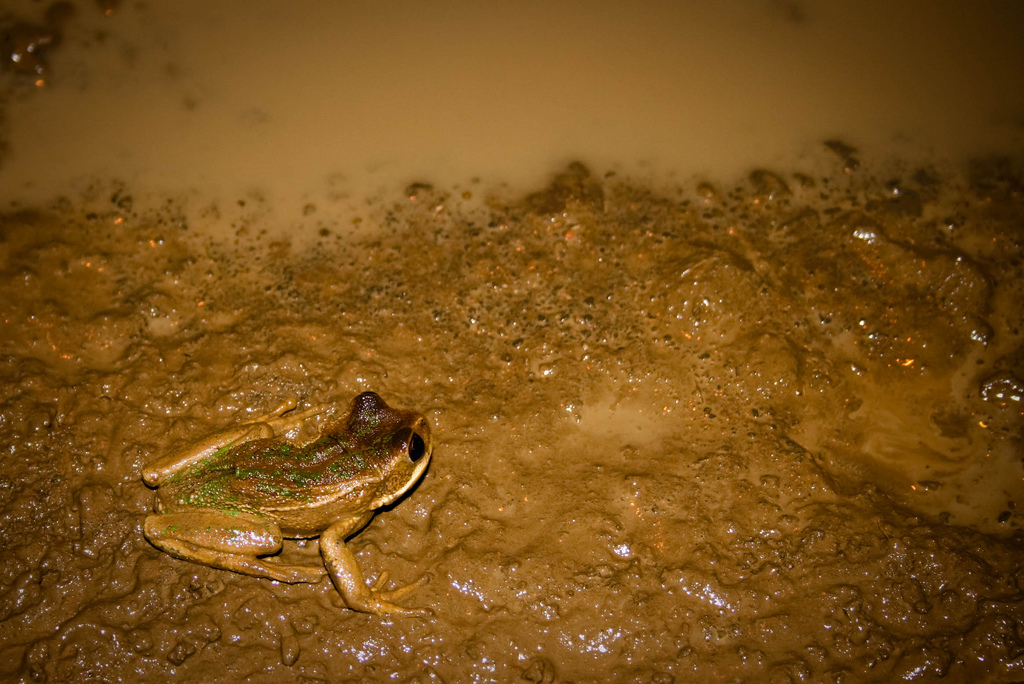
Gastrotheca litonedis

- Gastrotheca aguaruna Duellman, Barley, and Venegas, 2014
- Gastrotheca albolineata (Lutz and Lutz, 1939)
- Gastrotheca andaquiensis Ruiz-Carranza and Hernández-Camacho, 1976
- Gastrotheca angustifrons (Boulenger, 1898)
- Gastrotheca antomia Ruiz-Carranza, Ardila-Robayo, Lynch, and Restrepo-Toro, 1997
- Gastrotheca antoniiochoai (De la Riva and Chaparro, 2005)
- Gastrotheca aratia Duellman, Barley, and Venegas, 2014
- Gastrotheca argenteovirens (Boettger, 1892)
- Gastrotheca atympana Duellman, Lehr, Rodríguez, and von May, 2004
- Gastrotheca aureomaculata Cochran and Goin, 1970
- Gastrotheca bufona Cochran and Goin, 1970
- Gastrotheca carinaceps Duellman, Trueb, and Lehr, 2006
- Gastrotheca christiani Laurent, 1967
- Gastrotheca chrysosticta Laurent, 1976
- Gastrotheca coeruleomaculatus (Werner, 1899)
- Gastrotheca cornuta (Boulenger, 1898)
- Gastrotheca dendronastes Duellman, 1983
- Gastrotheca dunni Lutz, 1977
- Gastrotheca dysprosita Duellman, 2013
- Gastrotheca ernestoi Miranda-Ribeiro, 1920
- Gastrotheca espeletia Duellman and Hillis, 1987
- Gastrotheca excubitor Duellman and Fritts, 1972
- Gastrotheca fissipes (Boulenger, 1888)
- Gastrotheca flamma Juncá and Nunes, 2008
- Gastrotheca fulvorufa (Andersson, 1911)
- Gastrotheca galeata Trueb and Duellman, 1978
- Gastrotheca gracilis Laurent, 1969
- Gastrotheca griswoldi Shreve, 1941
- Gastrotheca guentheri (Boulenger, 1882)
- Gastrotheca helenae Dunn, 1944
- Gastrotheca lateonota Duellman and Trueb, 1988
- Gastrotheca litonedis Duellman and Hillis, 1987
- Gastrotheca lojana Parker, 1932
- Gastrotheca longipes (Boulenger, 1882)
- Gastrotheca marsupiata (Duméril and Bibron, 1841)
- Gastrotheca megacephala Izecksohn, Carvalho-e-Silva, and Peixoto, 2009
- Gastrotheca microdiscus (Andersson, 1910)
- Gastrotheca monticola Barbour and Noble, 1920
- Gastrotheca nebulanastes Duellman, Catenazzi, and Blackburn, 2011
- Gastrotheca nicefori Gaige, 1933
- Gastrotheca ochoai Duellman and Fritts, 1972
- Gastrotheca oresbios Duellman and Venegas, 2016
- Gastrotheca orophylax Duellman and Pyles, 1980
- Gastrotheca ossilaginis Duellman and Venegas, 2005
- Gastrotheca ovifera (Lichtenstein and Weinland, 1854)
- Gastrotheca pacchamama Duellman, 1987
- Gastrotheca pachachacae Catenazzi and von May, 2011
- Gastrotheca peruana (Boulenger, 1900)
- Gastrotheca phalarosa Duellman and Venegas, 2005
- Gastrotheca phelloderma Lehr and Catenazzi, 2011
- Gastrotheca piperata Duellman and Köhler, 2005
- Gastrotheca plumbea (Boulenger, 1882)
- Gastrotheca prasina Teixeira, Vechio, Recoder, Carnaval, Strangas, Damasceno, Sena, and Rodrigues, 2012
- Gastrotheca pseustes Duellman and Hillis, 1987
- Gastrotheca psychrophila Duellman, 1974
- Gastrotheca pulchra Caramaschi and Rodrigues, 2007
- Gastrotheca rebeccae Duellman and Trueb, 1988
- Gastrotheca recava Teixeira, Vechio, Recoder, Carnaval, Strangas, Damasceno, Sena, and Rodrigues, 2012
- Gastrotheca riobambae (Fowler, 1913)
- Gastrotheca ruizi Duellman and Burrowes, 1986
- Gastrotheca spectabilis Duellman and Venegas, 2016
- Gastrotheca splendens (Schmidt, 1857)
- Gastrotheca stictopleura Duellman, Lehr, and Aguilar, 2001
- Gastrotheca testudinea (Jiménez de la Espada, 1870)
- Gastrotheca trachyceps Duellman, 1987
- Gastrotheca walkeri Duellman, 1980
- Gastrotheca weinlandii (Steindachner, 1892)
- Gastrotheca williamsoni Gaige, 1922
- Gastrotheca zeugocystis Duellman, Lehr, Rodríguez, and von May, 2004

The AmphibiaWeb liệt kê 69 loài (không có Gastrotheca lojana).